# Claude Piron
Claude Piron, švicarski esperantist, jezikoslovec, prevajalec in psiholog, * 26. februar 1931, Namur, Belgija, † 22. januar 2008, Gland, Švica. S svojim vseživljenjksim prizadevanjem in literanim udejstvovanjem velja za enega izmed največjih pisateljev in mislecev esperanta.

## Biografija
Claude Piron je diplomiral na Univerzi v Ženevi na oddelku za tolmačenje in prevajalstvo. Kot jezikoslovec se ni ukvarjal zgolj z jeziki, ampak tudi s psihiatrijo, o kateri je predaval od leta 1973 do leta 1994 na Univerzi v Ženevi.
Kar se tiče njegove prevajalske kariere, je bil med letoma 1956 in 1961 zaposlen kot prevajalec v Organizaciji združenih narodov. Prevajal je iz kitajščine, angleščine, ruščine in španščine v francoščino. Po tem ko je zapustil OZN, se je zaposlil v Svetovni zdravstveni organizaciji, za katero je delal predvsem v Afriki, Aziji in tudi v Južni Ameriki. Bil je plodovit avtor mnogih del v esperantu, saj je ta jezik govoril od svojega otroštva. Esperanto je učil na mnogih elitnih univerzah kot na primer na sanfranciški univerzi. Kot aktiven esperantist je bil član glavnih akademij in organizacij za esperanto. V tem jeziku je napisal veliko del tudi pod psevdonimom Johán Valano (ali pa tudi pod Johán Balano). Pisal je o področjih psihiatrije, psihologije in jezikoslovja, predvsem pa o esperantu in o njegovem pomenu. 

## Pedagoška dela in esejistika
Knjiga Le défi des langues — Du gâchis au bon sens je neke vrste kratka analiza o mednarodni komunikaciji, s katero je Piron želel seznanjati ljudi o tem, kaj je esperanto, saj še dandanes ta umetnosti jezik ni širše znan in priznan. Na svojih predavanjih je vedno poudarjal pomembnost esperanta kot jezika, ki je drugačen od ostalih - je lažji predvsem zaradi svoje preprostejše strukture. Esperanto naj bi bil, po Pironovem zgledu preprost jezik, saj ga vsakdo lahko razume le s pomočjo svoje intuicije in s splošnim znanjem – po tako imenovani teoriji asimilacije Jeana Piageta.
V esperantu kot tudi v drugih jezikih je napisal: učbenike, knjige, romane, eseje, članke, kratke zgodbe, liriko. Kot prevajalec je veliko prevajal in pisal pesmi (večkrat akustično pospremljene s kitare), ki so leta 1982 izšla tudi na kaseti, imenovani Frandu Piron. V svoji mladosti je s skupino Danny Boy et les Pénitents ustvaril kar nekaj albumov. Toda z glasbo se ni ukvarjal toliko, kakor se je v svojem življenju posvečal prevajanju in pisanju. Njegov najbolj znan roman v esperantu je Gerda malaperis!. Roman je strukturiran tako, da ima poleg besedila referenco na osnovno slovnico in tudi na besednjak, da bi začetnemu bralcu olajšal branje in da bi ob tem bralec obogatil svoje znanje esperanta. Roman je zastavljen tako, da se preide od osnovnega do višjega nivoja zahtevnosti esperanta. 
V eseju La Bona Lingvo (Dobri jezik) se Piron osredotoči na glavne socialne in jezikovne funkcije esperanta. Močno zastopa dejstvo, da je pri esperantu lažje govoriti, saj, naslanjujoč se na Piagetovo teorijo asimilacije, meni, da je esperanto naravni jezik, ker ga naši možgani spontano procesirajo in ga pri tem razumejo. Potrebno je imeti le nekaj predznanja esperanta, kar se, po njegovem mnenju, pridobi le po 150-urnem tečaju. Piron se v svojih delih močno upira rabi francoščine, predvsem pa angleščine, ker je ta za nekatere prebivalce sveta (Piron predstavlja primer Japoncev) izredno težaven jezik, saj se za njih nekatere besede, kot so na primer third ali first, preprosto ne da izgovoriti. Nekateri fonemi v njihovem maternem jeziku namreč sploh ne obstajajo. Za Pirona težava ni le pri izgovorjavi, temveč pri sami rabi angleščine, saj, kot pravi, angleščino v resnici govori le majhen del sveta (v Indiji je le 3 % populacije sposoben govoriti angleško). Piron zagovarja dejstvo, da se v trenutku, ko se pridobi dovolj znanja in besedišča pri esperantu, se s tem jezikom lahko izražamo na preprostejši ter boljši način, kar se ne da početi z drugimi jeziki kot na primer z angleščino. Piron pravzaprav ne želi, da bi esperanto totalno nadomeščal angleščino, vendar želi, da bi se ga uporabljal kot "rezervno" sredstvo pri mednarodni komunikaciji in to le v primeru zadreg pri komuniciranju v angleškem jeziku (ali v bilo katerem drugem tujem jeziku). Esperanto bi bil v teh primerih prava rešitev, saj zaradi svoje preprostejše strukture nudi primerno rešitev vseh jezikovnih zadreg, ki nastajajo pri mednardodni komuniciji.

## Poglej tudi
- Esperanto
- Strojno prevajanje